# (36321) 2000 LS23
2000 LS23 (asteroide 36321) é um asteroide da cintura principal. Possui uma excentricidade de 0.10479990 e uma inclinação de 22.10398º.
Este asteroide foi descoberto no dia 7 de junho de 2000 por LINEAR em Socorro.